# Нова сила (партия в България)
Нова сила е българска националистическа политическа партия. Лидер на партията е Антон Сираков.

## История
Нова сила е учредена на 19 септември 2009 г. от бившия зам.-председател на партия Атака Антон Сираков, както и от други бивши членове и активисти на Атака. Партията има амбицията да измести Атака в политическото пространство. Според Сираков, създадената от него партия ще защитава същите идеи, залегнали при създаването и на Атака, но изоставени от Волен Сидеров. Регистрирана е от съда на 23 март 2010 г.
На президентските избори през 2011 г. Нова сила подкрепя кандидатурата на Алексей Петров, който получава 31 613 гласа или 0.94%. През февруари 2011 г. Нова сила е обвинена в нарушаване на авторски права, след като използва за партиен химн песента „Родина“ на Асен Масларски без разрешението на автора.
Нова сила участва на Парламентарните избори през 2014 г., където получава 5553 гласа или 0,16%, а през април 2021 г. е в листите на Възраждане на Отечеството.

## Участия в избори
| година     | избори           | гласове    | %          | резултат |
| ---------- | ---------------- | ---------- | ---------- | -------- |
| 2013       | Народно събрание | не участва | не участва | –        |
| 2014       | Народно събрание | 5 553      | 0,16%      | 0 / 240  |
| 2017       | Народно събрание | не участва | не участва | –        |
| 2021 април | Народно събрание | 13 182     | 0,41%      | 0 / 240  |

- На изборите през април 2021 г. участва като част от листите на Възраждане на Отечеството.